# Kip McKean
Thomas ‘Kip’ McKean, född 1955 i Indianapolis, Indiana och uppkallad efter sin förfader Thomas McKean, var den som startade International Churches of Christ (Kristi Församling) och International Christian Churches.
1979 blev han utsedd till predikant i en liten församling i Boston, the Lexington Church of Christ (inom Kristi församlingar). Under hans ledning tiodubblades antalet medlemmar på två år.
Detta ledde Kean till att formulera en världsvision enligt vilken pelarförsamlingar skulle bildas i viktiga storstäder, varifrån evangeliet skulle spridas över världen. Ett av tecknen på Guds sanna församling var enligt Kean att man upplevde andlig och numerär tillväxt.
Keans församling bytte namn till Boston Church of Christ och skickade 1981 missionsteam till London och Chicago och strax därefter även till New York. Ur denna rörelse växte trossamfundet Kristi Församling fram.
1990 flyttade Kip McKean från Boston till Los Angeles, där det nya trossamfundet kom att få sitt högkvarter under familjen Keans ledning.
1994 satte man som mål att plantera nya församlingar i varje land med en befolkning på över 100 000 invånare. År 2000 förklarade man att detta mål var uppnått. Två år senare nådde Kristi Församling toppnoteringen 135 046 medlemmar, i över 540 församlingar världen runt.
Vid denna tid började kritik riktas mot Kip McKean för centralstyrning och missbruk av gemensamma medel. I november 2002 meddelade Kip och hans fru Elena att de lämnade kyrkans ledning. Samtidigt genomfördes en stor organisationsreform inom kyrkan, som kraftigt reducerade de centrala funktionerna och kostnaderna och decentraliserade makten inom kyrkan.
Många medlemmar lämnade sina lokala församlingar och hela församlingar lämnade International Churches of Christ. En av dessa var Portland International Church of Christ i Oregon som 2003 kallade McKean som talare. Denna församling växte från 60-70 kyrkobesökare vid McKeans ankomst till över 400 ett par år senare. Flera församlingar lämnade International Churches of Christ och anslöt sig till McKeans nya rörelse, som kallats Portland-rörelsen eller International Christian Churches.